# Čara (fiume)
La Čara (in russo Чара?) è un fiume della Russia siberiana orientale, affluente di sinistra dell'Olëkma (bacino idrograficodella Lena). Scorre nel Kalarskij rajon del Territorio della Transbajkalia, nel Bodajbinskij rajon dell'Oblast' di Irkutsk e nell'Olëkminskij ulus della Sacha-Jacuzia.

## Descrizione
Nasce dal versante meridionale dei monti Kodar e scorre inizialmente con direzione nord-orientale, drenando una valle compresa fra i Kodar e i monti Udokan e toccando il centro abitato omonimo; piega successivamente verso nord-nordovest aggirando le propaggini settentrionali dei Kodar, riceve da sinistra la Žuja e piega nuovamente in direzione nord-orientale, divenendo un fiume di pianura. Riceve quindi da sinistra il Molbo, da destra il Tokko e, alcune decine di chilometri a valle, confluisce da sinistra nell'Olëkma a 28 km dalla foce di quest'ultima nella Lena.
La Čara è navigabile per 416 km a monte della foce, all'incirca fino alla confluenza della Žuja; gela nei mesi compresi fra ottobre e maggio.
Nel suo alto corso la valle del fiume è percorsa da un tratto della ferrovia BAM.